# Faurea delevoyi
Faurea delevoyi är en tvåhjärtbladig växtart som beskrevs av De Wild.. Faurea delevoyi ingår i släktet Faurea och familjen Proteaceae. Inga underarter finns listade i Catalogue of Life.